# Муснад аль-Хумайди
Му́снад аль-Хума́йди (араб. مسند الحميدي‎) — сборник хадисов, мусульманских преданий о жизни и деятельности пророка Мухаммеда, собранный имамом аль-Хумайди.
Авторство книги подтверждается тем, что этот муснад стал известен именно под названием «Муснад аль-Хумайди», а также тем, что все хадисы передающиеся в сборнике восходят лично к имаму аль-Хумайди. Источниками хадисов в книге являются учителя и шейхи аль-Хумайди (например, Суфьян ибн Уяйна).
В Муснаде аль-Хумайди собрано около 1300 хадисов от 182 сподвижников Мухаммеда, из них 582 хадиса соответствуют условиям Сахихов аль-Бухари и Муслима, 96 условиям только аль-Бухари и 152 условиям Муслима ибн аль-Хаджжаджа (то есть 830 хадисов из 1300 являются достоверными-сахих). Помимо достоверных хадисов, Муснад также содержит хорошие (хасан) и слабые хадисы (даиф). По словам поздних исследователей, число слабых хадисов составляет 7% от общего числа. Это свидетельствует о высокой степени достоверности и доверия к преданиям от аль-Хумайди среди суннитских хадисоведов. Аль-Хумайди был одним из сильных учеников Суфьяна ибн Уяйны, был другом аш-Шафии, учителем аль-Бухари, аз-Зухли, Абу Зуры ар-Рази и Абу Хатима ар-Рази.

## Версии
- Версия от Абу Исмаила Мухаммада ибн Исмаила ас-Сулами ат-Тирмизи (араб. أبو إسماعيل السلمى الترمذي‎, ум. в 893 году).
- Версия от Абу Али Башара ибн Мусы аль-Азди аль-Багдади (араб. أبو على الأسدي البغدادي‎, ум. в 901 году).